# Dijkviltbraam
Dijkviltbraam (Rubus armeniacus) is een soort uit het geslacht braam (Rubus).

## Determinatie
Dijkviltbraam vormt lange stengels die stevige, rechte stekels dragen en in de zon dikwijls rood zijn gekleurd. De bladeren zijn vijftallig met een witte, viltige onderzijde. De bloemen staan in een pluim waarvan de takken ruw behaard zijn.

## Ecologie
Dijkviltbraam komt voor op eutrofe tot mesotrofe, doorgaans vocht- en kalkhoudende bodems. Vaak is ze te vinden in struwelen, bosranden, wegkanten, spoorbermen, parken en tuinen.

### Syntaxonomie

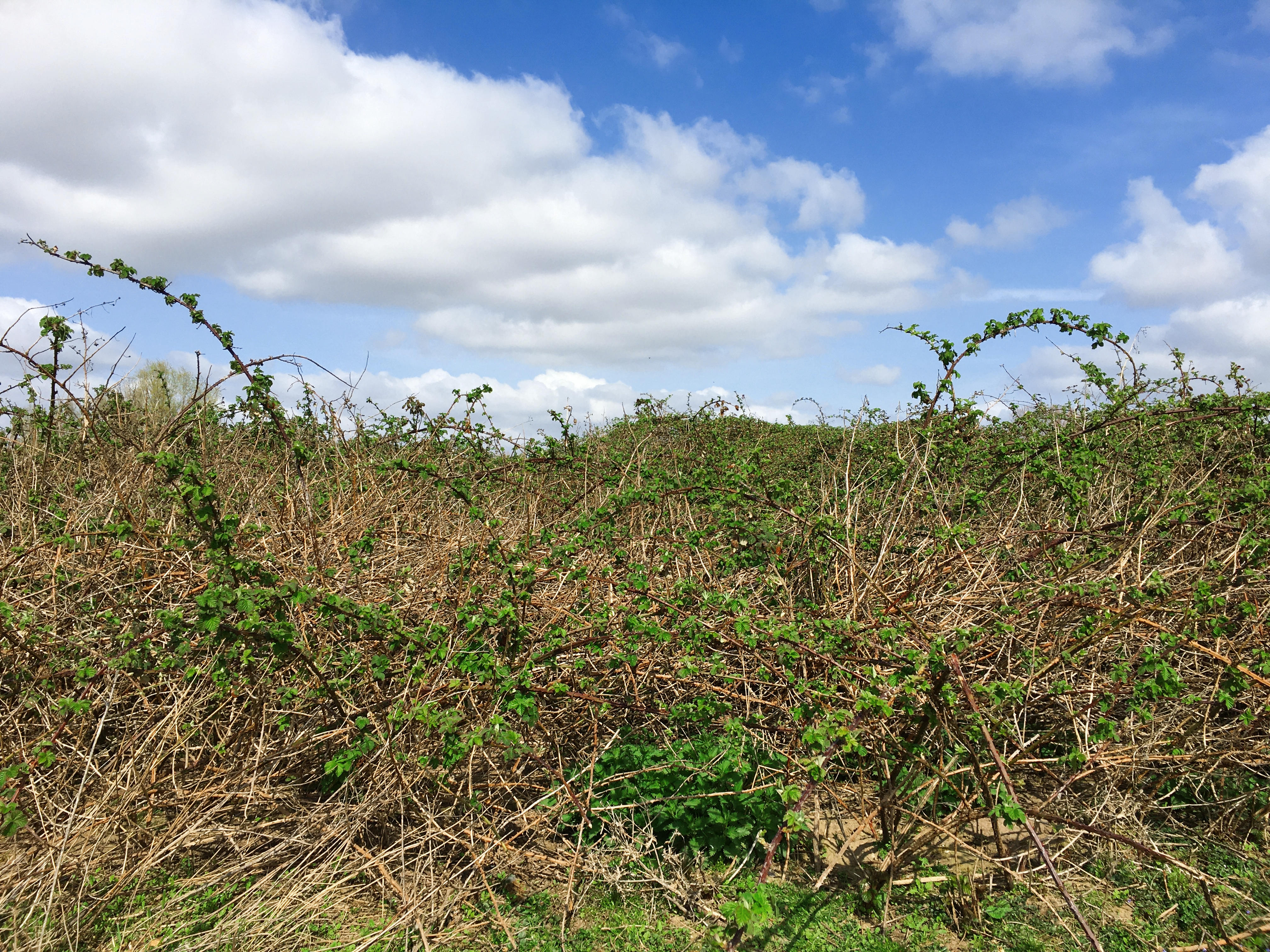
Een vroeg voorjaarsaspect van een vlakdekkend braamstruweel van de derivaatgemeenschap met dijkviltbraam in de Klompenwaard.

In Nederland en Vlaanderen komt dijkviltbraam vooral voor in vegetatie van de klasse van doornstruwelen. Binnen deze klasse onderscheid men een naar haar genoemde derivaatgemeenschap waarin zij haar optimum kent: de DG Rubus armeniacus-[Rhamno-Prunetea].

## Fotogalerij

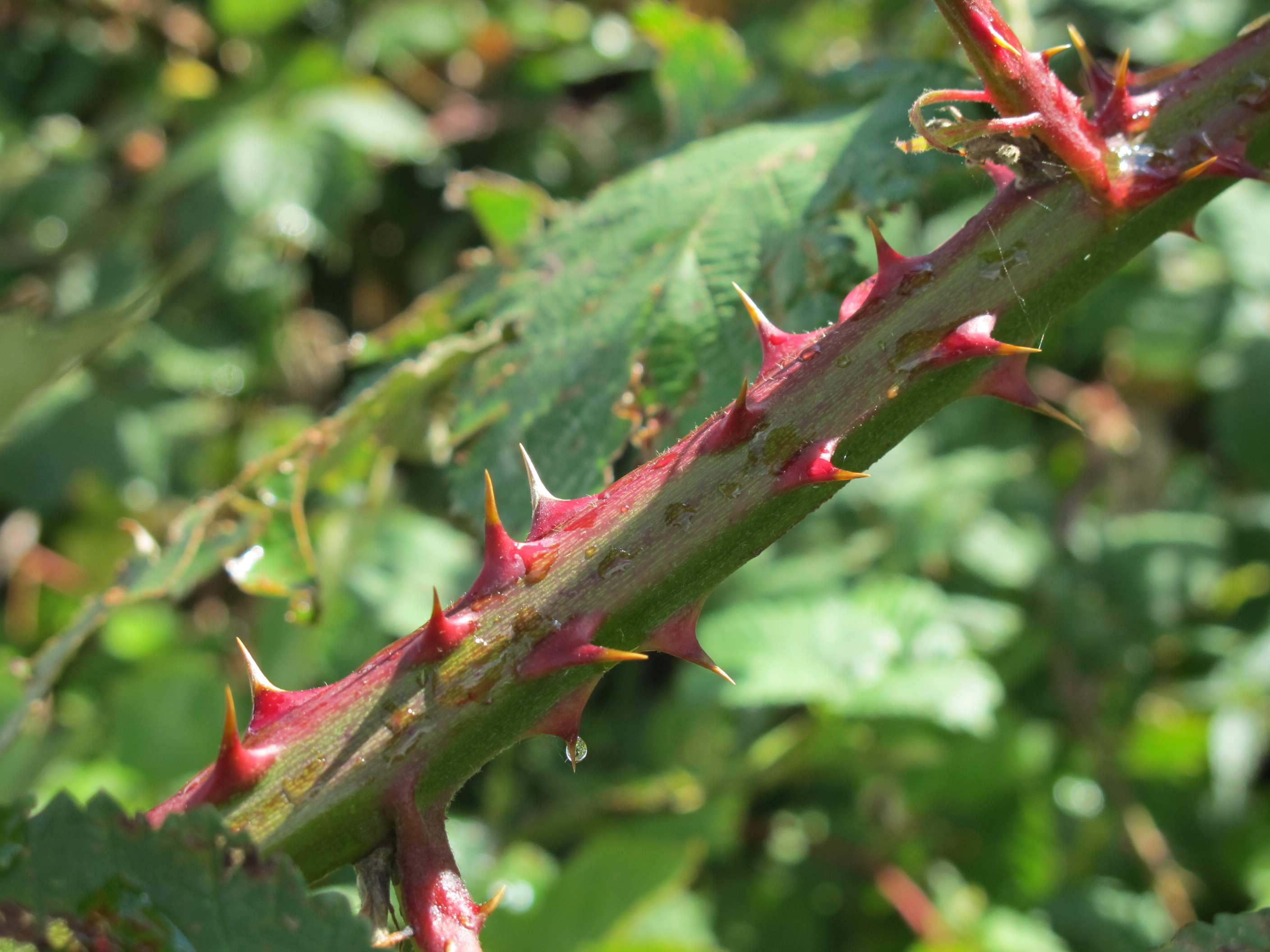
Tak met stekels
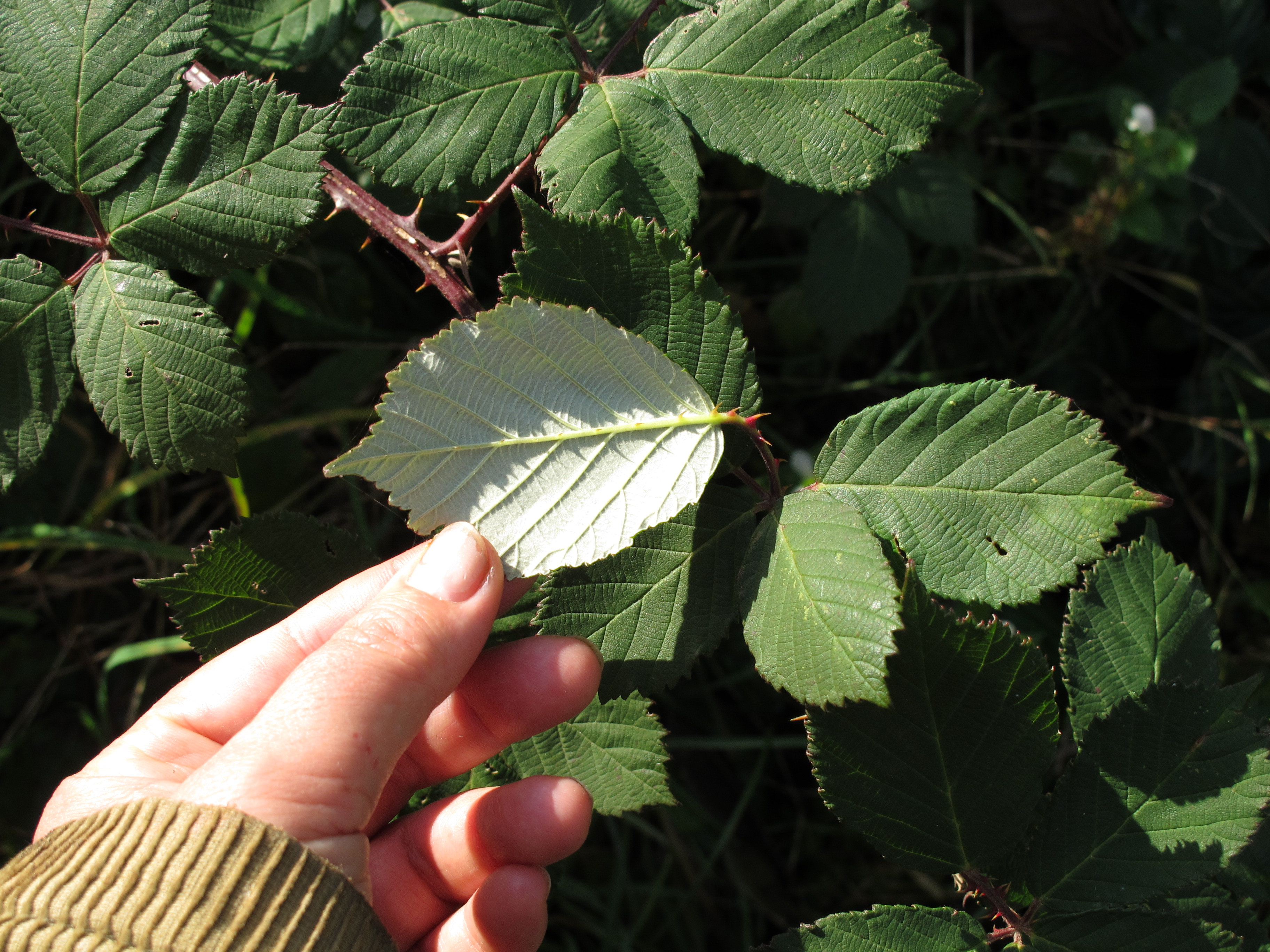
Bladeren (onder- en bovenzijde)